# Karel Kramář

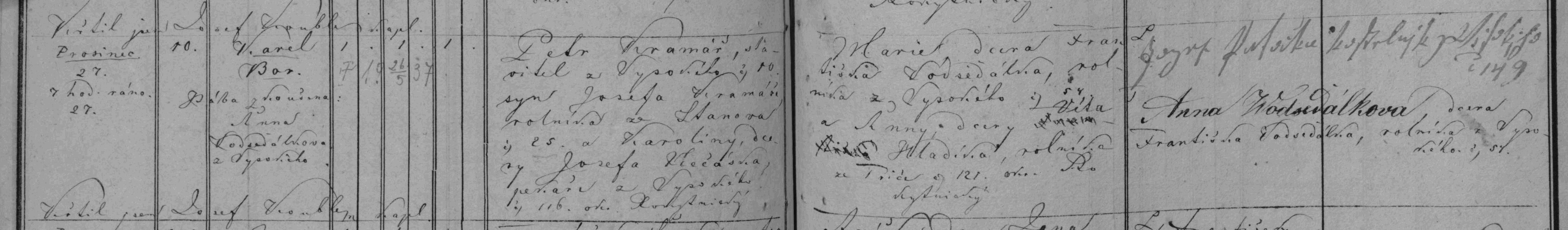
matrika narozených města Vysoké nad Jizerou – záznam o narození Karla Kramáře

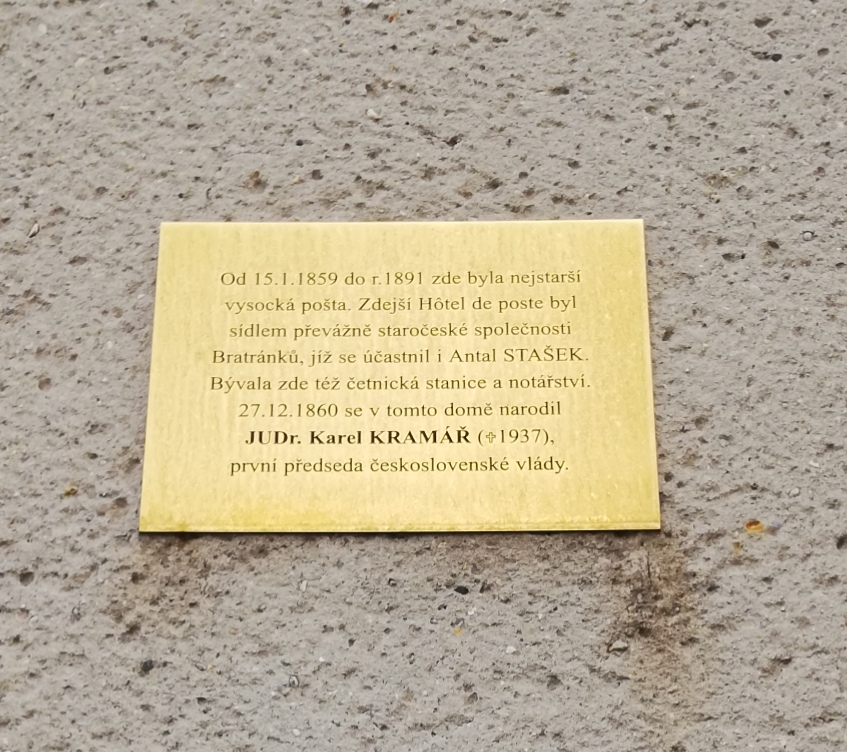
Pamětní deska JUDr. Karla Kramáře na rohu jeho rodného domu ve Vysokém nad Jizerou

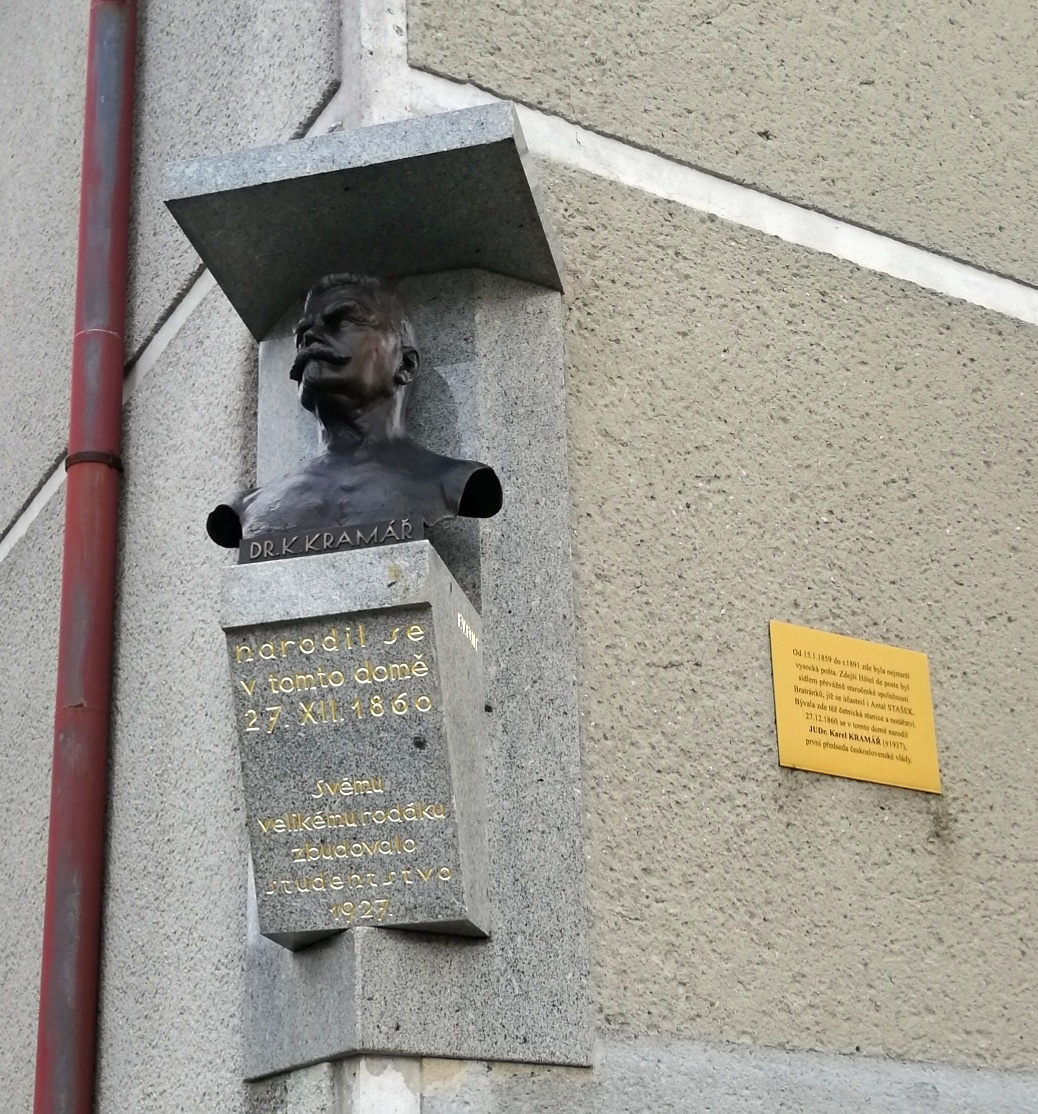
Busta JUDr. Karla Kramáře na rohu jeho rodného domu ve Vysokém nad Jizerou

Karel Kramář (27. prosince 1860 Vysoké nad Jizerou – 26. května 1937 Praha) byl český a československý pravicový, nacionalistický politik, za Rakouska-Uherska předák mladočeské strany, za světové války účastník odboje, po roce 1918 první ministerský předseda ČSR, dlouholetý předseda Československé národní demokracie, později Národního sjednocení.

## Život

### Mládí, studium a účast na realistickém hnutí
Narodil se ve Vysokém nad Jizerou v rodině vyučeného zedníka Petra Kramáře ze Stanového, později regionálně uznávaného zámožného stavitele a majitele cihelny. Matka Marie, rozená Vodseďálková, pocházela z rolnické rodiny vysockých starousedlíků, její dědeček byl starostou. Karel Kramář byl jediným přeživším z pěti dětí svých rodičů. Rodiče se upjali na jeho budoucí kariéru a spolu s ním rozhodli pro studium v Praze. V šestnácti letech Karel Kramář opustil domov a studoval na reálném gymnasiu v Praze na Malé Straně, bydlel v podnájmu na Hradčanech. V roce 1871 začal svá studia na malostranském gymnáziu, které v tehdejší době mělo dobrou vlasteneckou pověst. Od primy až do oktávy studoval s vyznamenáním, učil se jazykům, hrál na piano a housle, kreslil a maloval. Tento širší zájem o jazyky a kulturu v mladých, studentských letech provázel Dr. Kramáře po celý život. V červnu 1879 maturoval s vyznamenáním a po prázdninách na podzim téhož roku odjel do Berlína, kde se dal zapsat na právnické fakultě, ale v letním semestru již studoval na univerzitě ve Štrasburku. Na podzim 1880 byl zapsán jako posluchač práv na pražské univerzitě, kde se účastnil velmi živě tehdejšího studentského národního života. Dne 24. dubna 1884 se stal doktorem práv na Právnické fakultě Univerzity Karlovy. Po dokončení právnických studií se nemusel živit prací a připravoval se na kariéru vysokoškolského pedagoga, proto se vypravil na další studia do ciziny. Nejdříve studoval národní hospodářství na berlínské univerzitě u prof. Adolfa Wagnera, jednoho z tzv. „katedrových socialistů” a odborníka finanční vědy a ještě týž rok se dal zapsat na pařížské svobodné škole politických věd, kam ho přilákala skvělá jména některých profesorů této školy zvláště Alberta Sorela, Emila Boutmy, Anatola Henry Leroy-Beauliena a ruského státníka Nik. Milutina. Studoval celkem na pěti zahraničních univerzitách: vývoj rakouského státního práva ve Vídni, národní hospodářství v Berlíně a politické vědy v Paříži a Štrasburku. Krátce také pobýval v Londýně. Doktorský diplom získal v Praze roku 1884.
Systematicky a důsledně se připravoval na politickou dráhu, sblížil se se svým bývalým pedagogem Josefem Kaizlem a s Tomášem Masarykem. Rád cestoval, ovládal dokonale čtyři jazyky – ruštinu, francouzštinu, němčinu a angličtinu, znal také základy latiny. Byl znamenitý debatér. Výhodou mladého politika byla i jeho finanční nezávislost. Vlastnil tkalcovnu v Libštátě, disponoval akciemi v Pražské akciové tiskárně, estonské Kränholmanufaktur v Tallinnu a dalších podnicích, jeho otec byl majitelem cihelny v Semilech; jeho majetek posléze rozmnožil i sňatek.
Koncem 80. let spolupracoval s Masarykem a Kaizlem na formulování nového politického směru (takzvaný realismus). V lednu roku 1889 Kramář od Jana Herbena převzal a nadále financoval čtrnáctideník Čas. Vedl redakci, psal příspěvky, podobně jako historik a politik Antonín Rezek. Podílel se mimo jiné spolu s Tomášem Masarykem na založení České strany lidové – realistické.

### Mladočeským politikem
V roce 1890, v době vrcholící mladočeské kampaně proti punktacím, vstoupil stejně jako Kaizl a Masaryk k mladočechům. Ve volbách do Říšské rady roku 1891 byl za mladočechy zvolen do Říšské rady (celostátní parlament). Reprezentoval kurii venkovských obcí, obvod Jičín, Nová Paka atd. Od roku 1894 až do roku 1913 rovněž působil jako poslanec Českého zemského sněmu.
Zatímco Masaryk brzy od mladočechů odešel, Kaizl s Kramářem zůstali a postupně se stali hlavními představiteli realistického, umírněného proudu ve straně.
Roku 1894 byl spoluautorem Nymburské rezoluce mladočechů, která byla vítězstvím umírněného proudu a porážkou radikálně opozičního proudu. Během 90. let opakovaně vystupoval jako spojenec Kaizla a dalších realistických mladočechů. Koncem dekády jejich aktivity nasměrovaly dočasně mladočechy k provládnímu táboru. Šlo o postupný proces (takzvaná etapová politika). Když se moci ujala vláda Kazimíra Badeniho, podpořili mladočeši její návrh reformy volebního systému (Badeniho volební reforma) a v roce 1897 dojednali i zásadní změnu úředního statutu češtiny (takzvaná Badeniho jazyková nařízení). Tehdy již mladočeská strana vystupovala jako otevřeně provládní. Kramář o tom napsal Kaizlovi: „My už kousli do zapovězeného jablka – a tu nevázanost na všecky strany jsme ztratili.“ Badeniho vláda ale padla pro odpor německorakouských nacionalistů proti jazykovým nařízením. Kramář se pak spolu s Kaizlem ještě snažili manévrovat vůči následujícímu vládnímu kabinetu (první vláda Paula Gautsche). Nechtěli převzít radikálně nacionální rétoriku, jakou tehdy například v německorakouském táboře praktikoval Georg von Schönerer, ale zároveň si byli vědomi, že po pádu Badeniho kabinetu se prostor pro výraznější naplnění českých požadavků a tedy i pro úspěchy mladočeské strany zužuje. Gautschova jazyková nařízení, se kterými předseda vlády Gautsch seznámil Kaizla a Kramáře, byla skromnějším a rovněž neúspěšným pokusem o revizi Badeniho jazykových nařízení.
V roce 1897 byl zvolen předsedou Mladočeské strany
Po celá 90. léta zůstával Kramář blízkým spolupracovníkem Kaizla, ale byl poněkud v jeho stínu. Občas se jejich názory rozcházely, například když koncem století Kramář otevřeně na parlamentní půdě zaútočil na zahraniční politiku státu, zatímco Kaizl tehdy byl loajálním ministrem financí v předlitavské vládě Franze Thuna-Hohensteina. Kramář se roku 1899 veřejně vyjádřil o Trojspolku (aliance Rakouska-Uherska, Německa a Itálie) jako o „starém, obehraném luxusním klavíru, který sice ještě nemůžeme odložit do skladiště, na který také ale už současně nehrajeme.“
Nadále zůstával významným parlamentním politikem a řečníkem. Mandát ve vídeňském parlamentu obhájil ve volbách do Říšské rady roku 1897 (opět kurie venkovských obcí, obvod Jičín, Jilemnice, Semily atd.) i volbách do Říšské rady roku 1901 (nyní městská kurie, obvod Tábor, Pacov, Kamenice atd.).
V prvních letech 20. století po smrti Josefa Kaizla postupně převzal jeho pozici ve straně. Když se tehdy vláda Ernesta von Koerbera pokoušela o realističtější politiku a usmiřovací česko-německá jednání, se Kramář zapojil do těchto debat. V roce 1902 formuloval český postoj k státoprávním otázkám. Neodmítl zcela požadavek českých Němců na zavedení krajského zřízení, ale odmítl, aby kraje byly podřízeny přímo vládě, bez vazby na celozemský správní orgán. Aktivní byl i v roce 1905, kdy se v Předlitavsku začala vyostřovat pod vlivem revoluce v Rusku debata o demokratických reformách, zejména všeobecném volebním právu. Ihned poté, co se sám vrátil z letní dovolené v Rusku, začal v mladočeské straně agitovat ve prospěch reformy a návratu k demokratickým tradicím mladočešství. Své představy tehdy zformuloval i ve spisku Poznámky o české politice. Přihlásil ke k umírněné tradici, jakou v mladočeské straně razili Josef Kaizl nebo Gustav Eim. Vyzýval ke sjednocení českých liberálních politických proudů, podporoval aktivní parlamentní politiku a odmítal prázdné agitování za státní právo. Když vídeňská vláda ustoupila veřejnému tlaku a odsouhlasila volební reformu, která skutečně zaváděla rovné a všeobecné volební právo, dohlížel na rychlou proměnu fungování mladočeské strany tak, aby obstála v nadcházející, daleko komplikovanější politické soutěži. V březnu 1906 byly tyto změny formálně odsouhlaseny na stranickém sjezdu. K mladočechům tehdy vstoupili četní bývalí pokrokáři a realisté a strana se snažila integrovat nesocialistické politické proudy.

### Novoslovanství a pozitivní politika
V době okolo roku 1906 začala nová etapa provládního aktivismu mladočechů (takzvaná pozitivní politika). V roce 1906 Kramář odsouhlasil vstup mladočecha Josefa Fořta do předlitavské vlády. V červenci 1906 se stal předsedou poslaneckého klubu mladočechů na dosluhující Říšské radě. Sám byl zvolen ve volbách do Říšské rady roku 1907 (obvod Čechy 033). Po volbách se ministrem ve vídeňské vládě stal další mladočech František Fiedler. České politické spektrum (zásadně proměněné volbami) se nyní rozdělilo. Mladočeši, agrárníci a klerikálové se stavěli vstřícně k provládní spolupráci vůči kabinetu Maxe Becka a vytvořili na Říšské radě samostatnou frakci (Národní klub na radě říšské), zatímco ostatní české nesocialistické strany se na jeho činnosti nepodílely. Provládní pozici obhajoval Kramář i vůči následující vládě Richarda Bienertha. Roku 1908 mladočeši podpořili rozpočet, ale vstřícná politika čelila rostoucí kritice (na protivládní pozice přešli i někteří mladočeši a čeští agrárníci).
Kramář v této době významně řešil i zahraničněpolitické otázky. Jeho proslovanská činnost, od roku 1907 nazývaná novoslovanství, vyvrcholila v podobě tzv. slovanských sjezdů. Společně s Josefem Scheinerem organizoval všeslovanské sjezdy v Praze (12. července 1908) v Petrohradě a Sofii (roku 1910).  Propagoval myšlenky novoslovanství – vzájemného sbližování, spolupráce, solidarity a vojenské, hospodářské a kulturní pomoci. Tentokrát nemělo jít o panslovanské koncepce namířené proti monarchii a státu. Naopak, Kramář předpokládal soulad mezi slovanskou orientací Čechů a zájmy Rakouska-Uherska (posilování hospodářské spolupráce s východní a jihovýchodní Evropou a kultivace zahraničních spojenectví se slovanskými státy). Slovanský element v monarchii byl tehdy posílen anexí Bosny a Hercegoviny (mladočeši anexi podpořili, stejně jako klíčový zákon o vojenských výdajích). Kramář na Říšské radě zároveň inicioval utvoření volného poslaneckého svazu, Slovanská jednota, který tvořili čeští, jihoslovanští i někteří ukrajinští nesocialističtí poslanci.
Pozitivní politika mladočechů v roce 1909 čelila dalším otřesům. Čeští ministři Albín Bráf a Jan Žáček opustili vládu na protest proti krokům některých zemských sněmů v alpských zemích, které deklarovaly němčinu jako výlučný místní jazyk. Kramář ale poté, co slovanské opoziční nálady vedly k obnovení parlamentních obstrukcí, navrhl převratnou změnu jednacího řádu Říšské rady, která výrazně ztížila obstruování. Mladočeši, kteří přitom v předchozích dvaceti letech opakovaně používali radikální obstrukce jako politický nástroj tak nyní prostřednictvím svého předáka tento instrument zavrhli. I tak se ale provládní většina v roce 1910 a s ní se vytratila i Kramářova koncepce pozitivní politiky. Důsledkem selhání této strategie byl i Kramářův politický neúspěch, když v listopadu 1910 nebyl zvolen za předsedu parlamentního Českého klubu (obnovena střechová frakce českých nesocialistických poslanců) a místo něj toto místo zaujal František Fiedler, který v této době získal dominantní vliv ve straně, jež se nyní orientovala ryze opozičně.
Kramář nicméně uspěl ve volbách do Říšské rady roku 1911 (zvolen za obvod Čechy 03). Byl zvolen jedním z místopředsedů rakouského říšského parlamentu a jednu dobu se vážně uvažovalo i o jeho jmenování na významný post v rakouské vládě.

### Odboj za první světové války

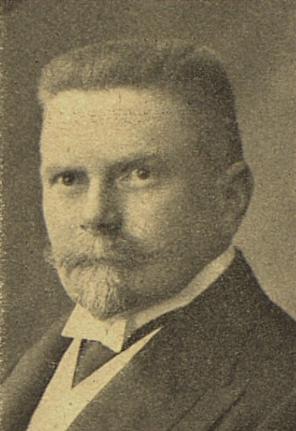
Karel Kramář (1917)

Do vypuknutí 1. světové války byl Kramář zastáncem federalizovaného Rakouska-Uherska v jehož rámci by úzce spolupracovaly slovanské národy. V červnu 1914, tedy krátce před vypuknutím 1. světové války, ovšem Kramář vypracoval dokument s názvem Slovanská ústava, který již s existencí Rakouska-Uherska nepočítal a české země plánoval jako součást slovanské federace, která měla dále zahrnovat Rusy, Bulhary, Poláky, Srby a Černohorce. Tento dokument odeslal carské vládě do Petrohradu. Je otázkou, do jaké míry byl (pouhou) výzvou představitelům carského Ruska, aby se začali politicky angažovat ve střední Evropě, či nakolik k jeho vzniku přispělo soužití a posléze manželství s Ruskou Naděždou Nikolajevnou Abrikosovovou (viz níže).
Po vypuknutí světové války začal Kramář organizovat domácí odboj. Roku 1915 byl za to zatčen a v procesu, který trval od 6. prosince 1915 do 3. července 1916 spolu s Aloisem Rašínem, Josefem Scheinerem, Vincencem Červinkou a Josefem Zamazalem odsouzen k trestu smrti pro velezradu a vyzvědačství (v tomto procesu jej obhajoval Eduard Koerner). Zatčení a odsouzení Kramáře bylo přelomovým krokem, protože z politického života (a podle původního rozsudku i z fyzické existence) měl zmizet přední český politik. Uvedených skutků se měl dopustit mimo jiné i organizováním všeslovanských sjezdů, což však nebylo v době „spáchání“ trestné.
30. května 1917 ztratil na základě pravomocného rozsudku z 20. listopadu 1916 mandát v Říšské radě. S tím, jak se v závěru války měnila vnitropolitická a zahraničněpolitická orientace státu (oslabení vlivu generality na chod státu i dvora), mu ale trest smrti byl v lednu 1917 změněn na 20 let a v červenci roku 1917 byl spolu s dalšími odsouzenými amnestován nastoupivším císařem Karlem I. (šlo o součást velké amnestie pro více než 700 Čechů a gesto, které mělo usnadnit chystané rozhovory s českými politiky).
Historik Otto Urban poukazuje na to, že Kramář se při případném odchodu do zahraničí během války býval mohl díky svým zkušenostem, renomé a kontaktům stát logicky vůdcem českého zahraničního odboje. Po jeho zatčení a uvěznění ale tato varianta již nebyla možná a předákem zahraničního odboje se stal okruh okolo T. G. Masaryka. I tak ale role Karla Kramáře byla zásadní. Doma si totiž získal již během procesu s ním pověst hrdiny, který díky své činnosti pro vlast riskuje vlastní život. Po propuštění z vězení tak opět stanul v čele mladočeské strany (po tři měsíce ovšem nejprve pobýval na venkově). Zapojil se do debat o směřování české politiky. Jednal s předáky národních sociálů o jejich návrhu na vytvoření jednotné české nesocialistické strany. 21. října 1917 pak byl oficiálně na zasedání zemských důvěrníků a aktivu mladočeské strany opět instalován (spolu s Aloisem Rašínem) do čela strany. Jednání o koncentraci politické spektra nakonec v únoru 1918 vedla k fúzi s několika menšími stranami, zejména Českou stranou státoprávně pokrokovou pod názvem Česká státoprávní demokracie (od března 1918) do této formace, jejímž předsedou byl Kramář, přistoupili i staročeši.

### Prvním ministerským předsedou ČSR
Jako národní mučedník se v červenci 1918 dostal do čela Národního výboru, který byl střechovým orgánem české politické scény v době, kdy se již rozvíjely zásadní proměny státoprávního uspořádání střední Evropy. Ještě po 25. říjnu 1918 ho kontaktoval nový (a poslední) předlitavský ministerský předseda Heinrich Lammasch, který chtěl získat Kramářovu a potažmo českou podporu pro svůj kabinet s cílem provést federalizaci Rakouska-Uherska. Česká strana již ale v této fázi taková jednání odmítla (s platností od 26. září 1918 byl již prvním předsedou „Prozatímní československé vlády“ T. G. Masaryk).

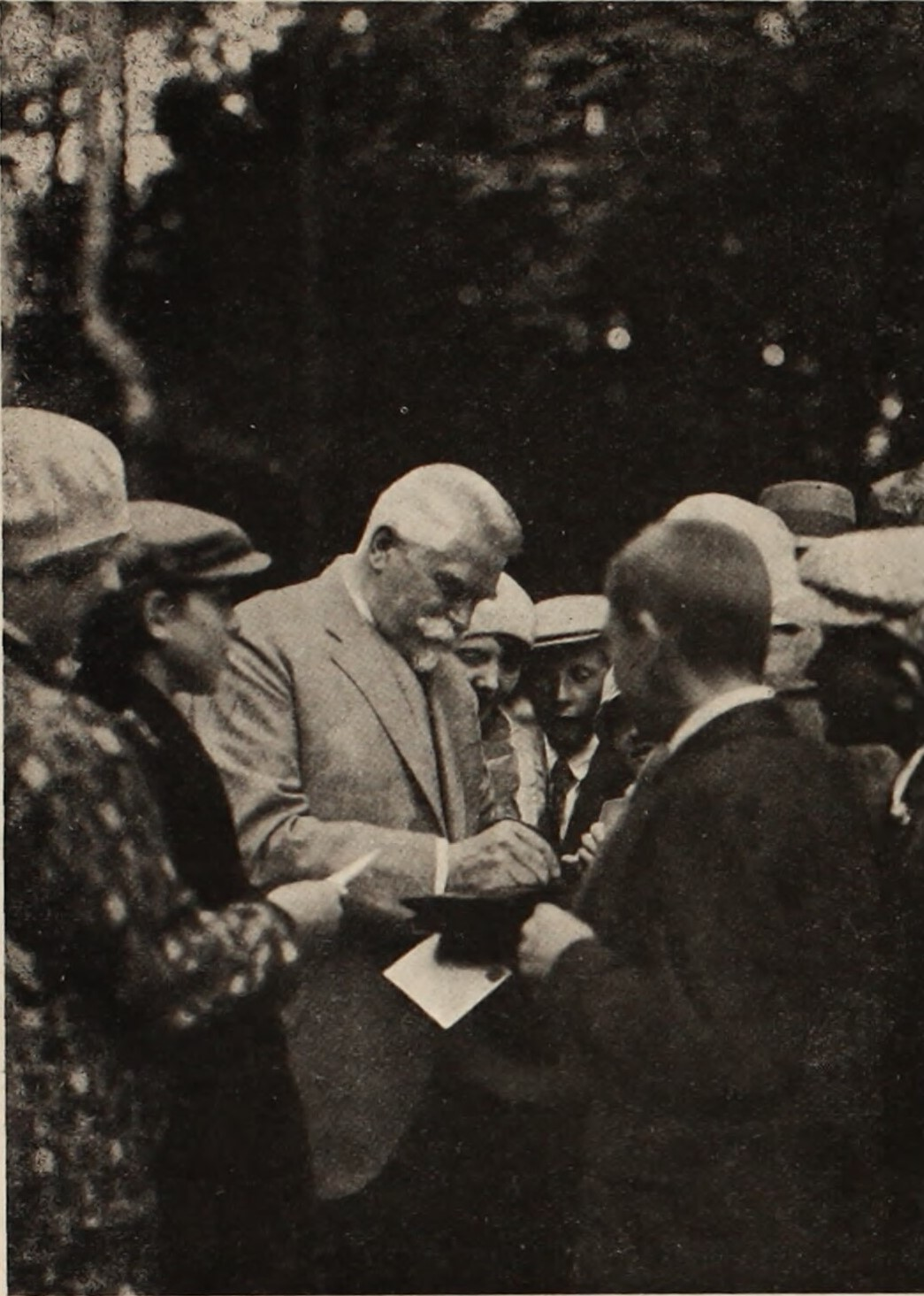
Karel Kramář ve Vysokém nad Jizerou

28. října 1918, v době vyhlášení samostatného Československa, se Kramář nacházel v Ženevě, kam 25. října odjel na setkání představitelů domácího a zahraničního odboje. Na jednání bylo dohodnuto, že stane v čele nové československé vlády. Kramář zprvu propagoval představu monarchistického zřízení samostatného státu, ale později přistoupil na myšlenku republikánské formy státu. Hned na počátku první republiky, roku 1919, změnila Kramářova strana svůj název na Československou národní demokracii.
Kramář byl 14. listopadu 1918 vyhlášením Revolučního národního shromáždění zvolen prvním ministerským předsedou ČSR. Toto ustavující jednání řídil. Jeho ústy byl slavnostně rod habsbursko-lotrinský zbaven všech práv na český trůn a stát vyhlášen za svobodnou demokratickou republiku. Na tomto shromáždění byl také (jednomyslně, aklamací) zvolen prezidentem T. G. Masaryk.

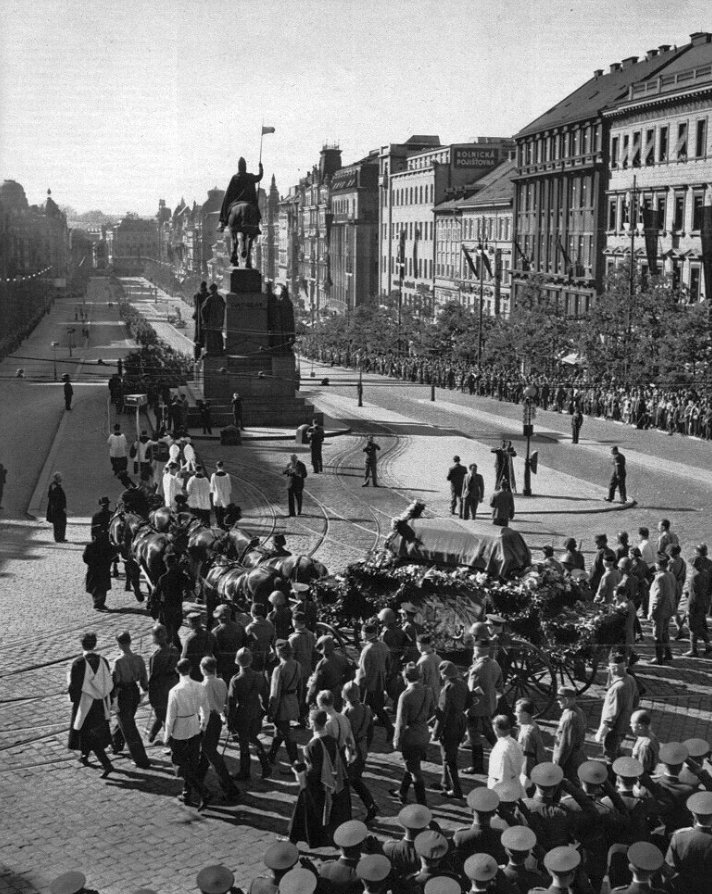
Pohřeb Dr. Karla Kramáře (1937)

8. ledna 1919 na chodbě Pražského hradu přežil díky šťastné náhodě pokus o atentát spáchaný sedmnáctiletým komunistou Aloisem Josefem Šťastným. Ten toho dne přišel okolo druhé hodiny odpoledne na Pražský hrad, aby se pokusil se s premiérem setkat v jeho kanceláři. Byl ohlášen a instruován, aby počkal na chodbě. Kramář měl toho dne nabitý program: dopoledne mluvil v Národním shromáždění, a po druhé hodině pak z kanceláře opět odcházel v doprovodu svého tajemníka Františka Schrödera. Na chodbě čekal vedle Šťastného také malíř Karel Langer, který byl u premiéra ohlášen. Chvíli po setkání Šťastný ke Kramářovi přistoupil a ze vzdálenosti tří metrů na něj dvakrát vystřelil oba náboje v revolveru. První kulka Kramáře zasáhla přes těžký zimní kabát, sako, několik předmětů v kapsách a zastavila se o kožený úchyt šlí, druhý náboj se při výstřelu vzpříčil v hlavni a projektil z ní nevyšel. Kramář tak zůstal zcela bez fyzické úhony a ještě téhož dne pokračoval v naplánovaném programu. Šťastný byl ihned Schröderem a Langerem zpacifikován, zadržen četnictvem a uvězněn, krátce poté byl zadržen také jeho komplic Vladimír Gregor. Oba atentátníci byli odsouzeni, ještě roku 1920 však byli propuštěni na amnestii.

V době svého ministerského předsednictví vedl Kramář československou delegaci na Pařížské mírové konferenci. Prosazoval tam názor, že by měly vítězné mocnosti intervenovat proti bolševické vládě v Rusku. S tímto požadavkem však pro Benešův odpor neuspěl. Jeho myšlenka, že bez svobodného Ruska nelze zajistit trvalejší mír v Evropě, se ukázala prorockou v době 2. světové války i války studené. V době konference se vyostřily ideové i osobní rozpory s tehdejším ministrem zahraničí Edvardem Benešem.

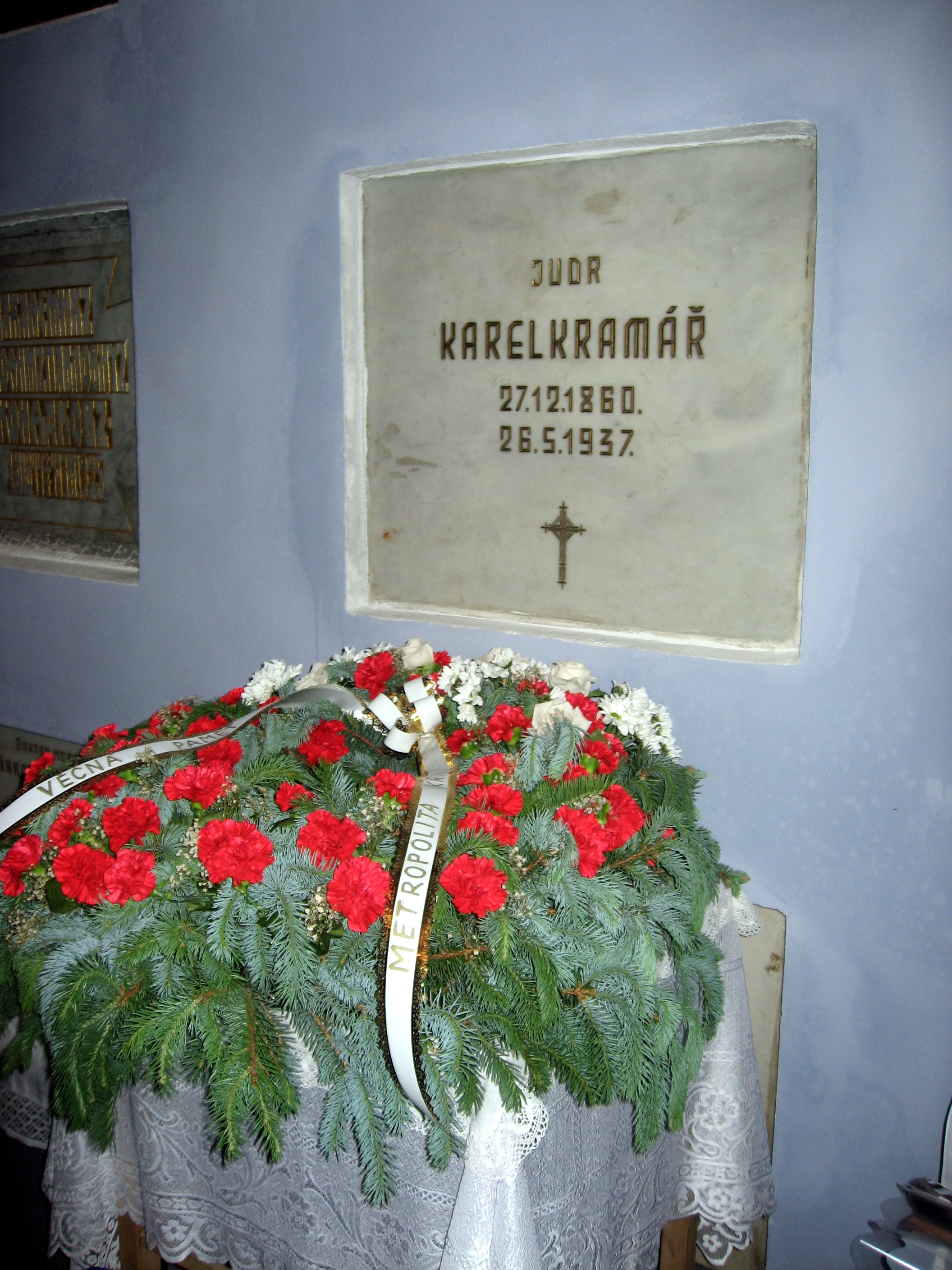
Hrob Karla Kramáře v kryptě Chrámu Zesnutí přesvaté Bohorodice

Ve funkci ministerského předsedy zůstal do 8. července 1919, kdy jeho vláda padla po obecních volbách, které skončily pro národní demokraty neúspěchem. V žádné další československé vládě již nepůsobil.

### Předsedou národních demokratů
V době první republiky byl Kramář sice předsedou své strany, ale faktickou moc v ní měli jiní. Kramář zastával konzervativní a nacionalistické názory, byl zastáncem národního, nikoliv národnostního státu, a vedl – jako jeden z kritiků tzv. „Hradu“ – řadu ideových i osobních sporů (kupříkladu o zásluhy domácího a zahraničního odboje) s Benešem i Masarykem. Po vzniku Národního sjednocení se stal jeho předsedou.
Od roku 1918 byl poslancem Revolučního národního shromáždění, od roku 1920 trvale až do své smrti poslancem Národního shromáždění ČSR.
Zemřel dne 26. května 1937 v Praze. Pohřben byl na státní útraty v sobotu 29. května 1937; církevní obřady vykonal biskup královéhradecký Mořic Pícha za účasti kanovníků svatovítské kapituly. Na vlastní žádost byl pochován v kryptě pravoslavného kostela na Olšanských hřbitovech vedle své manželky Naděždy.

## Soukromý život
Karel Kramář platil ve společnosti za dobrého společníka a přesvědčivého diskutéra, stranil se však dlouho vztahů se ženami. V dubnu roku 1890 se na studijní cestě po Rusku dostal v Moskvě do salónu tamní intelektuální elity u Alexeje Alexejeviče Abrikosova (1856–1935), spolumajitele továrny na cukrovinky a konzervárny na ovoce, a jeho manželky Naděždy Nikolajevny Abrikosové, rozené Chludové (nar. 30. září 1862), kteří žili šťastně se čtyřmi dětmi. Karel Kramář s nimi cestoval také do jejich letního sídla na Krymu. Vášnivě se zamiloval a brzy měl příležitost pozvat manžele Abrikosovy do Vídně, když roku 1892 díky svým kontaktům Naděždě zprostředkoval gynekologickou operaci u věhlasného lékaře, profesora Eduarda Alberta. K Naděždině rekonvalescenci pak všichni tři odjeli do Alp, odkud se Abrikosov domů vrátil sám. Naděžda v roce 1893 definitivně opustila manžela i děti a zůstala ve Vídni, bydlela zprvu v hotelu nedaleko parlamentu.
Svatbě předcházel dlouhý a na tehdejší poměry skandální intimní vztah, který Kramář dlouho úspěšně tajil i před blízkými přáteli. Dosáhnout rozvodu pro Naděždu nebylo snadné – v pravoslavné církvi to bylo možné jen tehdy, porušil-li některý z manželů manželský slib; viník byl navíc potrestán zákazem dalšího sňatku. Podvedený Abrikosov se neozýval, až v roce 1898 se Naděžda dozvěděla, že má novou partnerku a nemanželské děti. Podala žádost o rozvod a počátkem roku 1900 ruské církevní úřady manželství Abrikosových rozvedly.

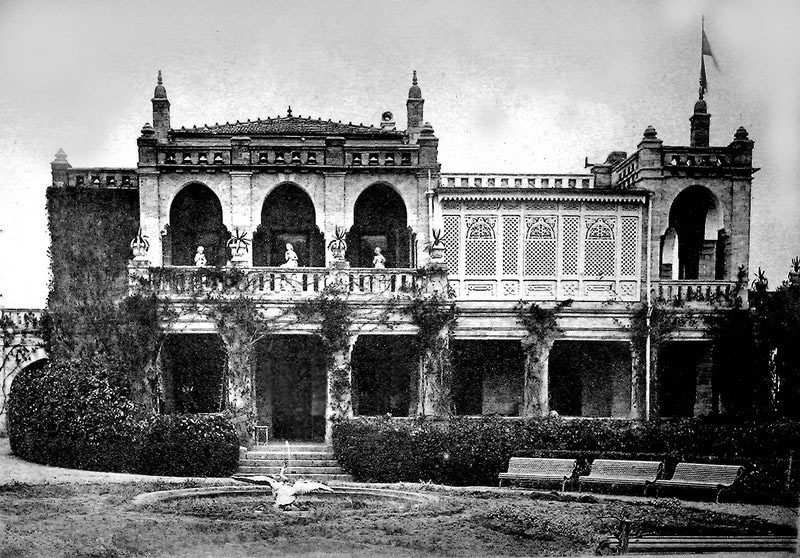
Vila Barbo

Svatba Karla Kramáře a Abrikosovové se uskutečnila 17. září 1900 na Krymu, v zámečku Gaspro hraběnky Paniny. Byla provedena podle pravoslavného ritu, Kramář však k pravoslaví nekonvertoval. V blízkosti zámečku si manželé vybudovali letní sídlo, přepychovou vilu Barbo, jejímž projektantem byl architekt Jan Kotěra. Tam trávili každé parlamentní prázdniny až do bolševické revoluce v roce 1917, po níž byla vila zkonfiskována. V letech 1911–1915 si Kramářovi postavili hlavní sídlo v Praze na Hradčanech, na Baště sv. Tomáše (Kramářova vila). Jejím architektem byl původem Rakušan a profesor Uměleckoprůmyslové školy Friedrich Ohmann, první náčrty vily vypracovala paní Naděžda, která měla výtvarné ambice. Vnitřní výzdobu vedl další pedagog Uměleckoprůmyslové školy, prof. Celestin Klouček.

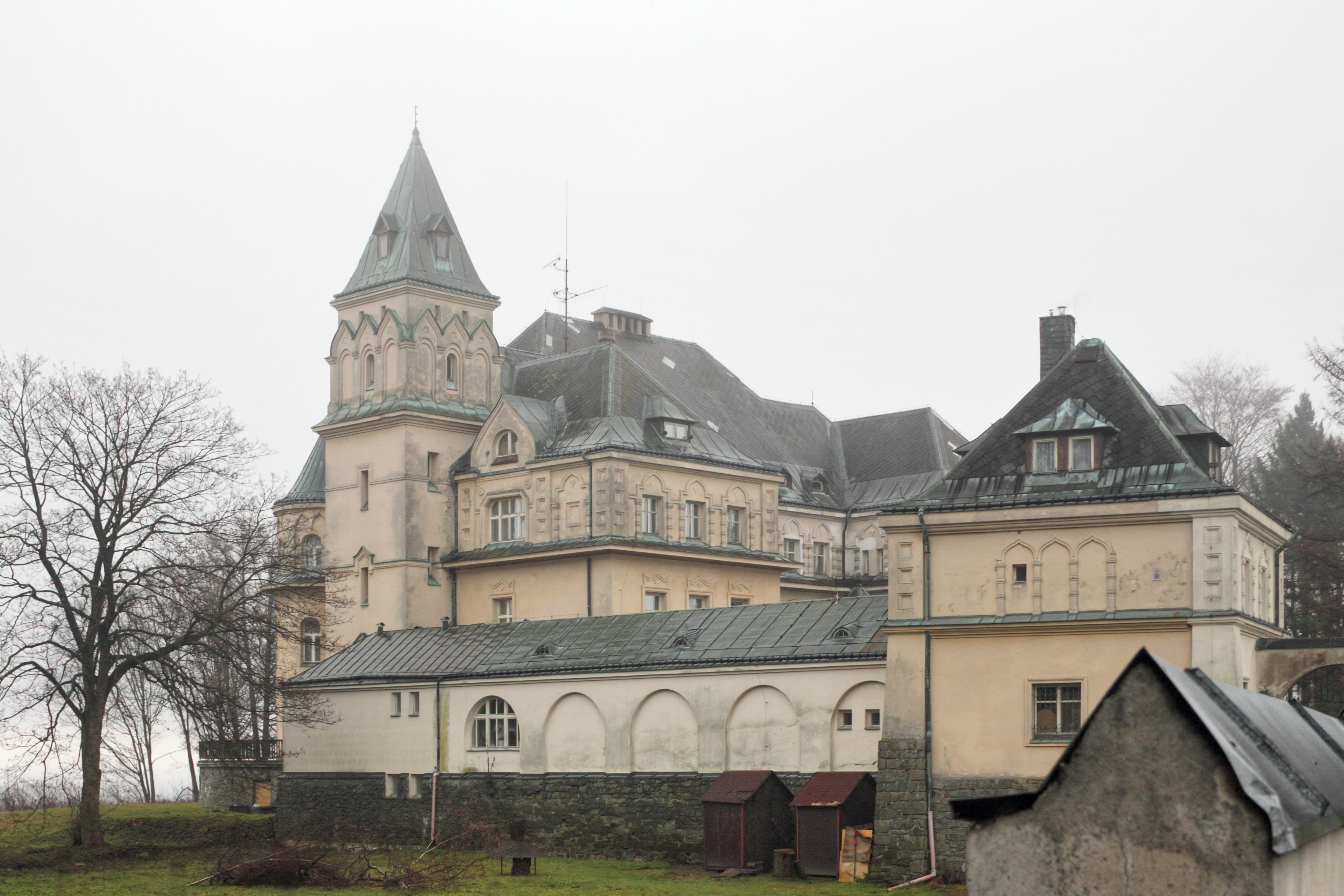
Větrov

Manželství bylo šťastné a plné něhy, vzhledem ke zdravotnímu handicapu paní Naděždy bezdětné. Naděžda Nikolajevna pocházela z rodu zbohatlých nevolníků. Její dědeček tkadlec Naran Chludov a jeho bratři získali svobodu a zbohatli za napoleonských válek podnikáním ve svém oboru. Také Naděžda byla podnikavá, v Estonsku vlastnila textilní továrnu. Ale její nevyrovnaná povaha ji hnala ke stále silnější touze po majetku. Shromažďovala šperky, kožichy, starožitnosti. Na Krymu chtěla založit svůj umělecký salón, ráda hostila výtvarné umělce, například krajináře Beneše Knüpfera, měla však nedostatek vzdělání i vkusu. Náhradou za krymskou rezidenci Naděžda dala vystavět ve Vysokém nad Jizerou vilu Větrov v ruském stylu. Megalomanský projekt a špatný ruský architekt oba stárnoucí a nemocné manžele finančně zruinoval. Nakonec Naděžda zemřela dříve než její pán, 3. prosince 1936, a byla pohřbena do krypty v pravoslavném Uspenském chrámu na Olšanech (Chrám Zesnutí Přesvaté Bohorodice), vedle ní byl po pěti měsících pohřben i Karel Kramář.

## Výtvarné objednávky
Karel Kramář měl smysl pro výtvarné umění a estetiku. Rád a vybraně se oblékal, dbal o šperky a galanterii, rád se dával zpodobňovat. Existuje mnoho portrétních fotografií (například z pražského ateliéru Jana Langhanse, z vídeňského Luckhardtova aj.). Z malovaných či kreslených portrétů vynikají olejomalba Vratislava Nechleby, Rudolfa Váchy, či Otty Peterse a kresba Maxe Švabinského, s nímž se Kramář přátelil. Na politickou objednávku vzniklo nejméně šest portrétních bust, od Vilíma Amorta, Bohumila Kafky, Františka Rouse, Františka Foita, Vojtěcha Šaffa, či brněnského sochaře Josefa Pakosty.
Kramář měl již ve Vídni salón navštěvovaný umělci a vědci. Finančně podporoval například sochaře Vojtěcha Šaffa, který vytvořil jak Kramářovu bronzovou bustu, tak figurální náhrobek jeho rodičů ve Vysokém nad Jizerou.
Největší množství výtvarných děl a osobních památek přešlo s Kramářovou pozůstalostí do sbírek Společnosti Karla Kramáře. Po jejím zrušení z roku 1947 byly cennosti z Kramářovy vily uloženy v bance a zatajeny státu. Společně s ostatním movitým majetkem však byly zkonfiskovány a tím se po roce 1948 dostaly do sbírek Národního muzea v Praze a do Archivu Národního muzea. Nejcennější z nich je diamantový náhrdelník Naděždy Kramářové, asi největší diamantový šperk v České republice.

#### Prameny
- Vandrovcová, Miroslava: Fond Karel Kramář, inventář; Archiv Národního muzea, Praha 2007